# إسماعيل الجراعي
السيد إسماعيل بن عبد الكريم بن محيي الدين بن سليمان بن عبد الرحمن بن عبد الهادي بن علي بن محمد بن زيد الحسيني المعروف بالجراعي الدمشقي (1134 هـ - 1202 هـ)، الشريف لأمه، النابلسي الأصل، مفتي الحنابلة بدمشق، وتولى القضاء بعد أحمد بن عبد الله البعلي.

## سيرته
ولد بدمشق في 5 ذي القعدة سنة 1134 هـ ونشأ بها.
ختم القرآن على إسماعيل بن محمد اللبدي الحنبلي. 
وأخذ القراءات علما عن شيخ الإقراء بدمشق إبراهيم بن عباس الحافظ، وعن مقريء الديار المصرية عبد الرحمن القاهري حين قدم دمشق. 
وأخذ عقائد تقي الدين ابن تيمية، وابن قدامة، وشمس الدين محمد البلباني عن والده (عز الدين عبد الكريم بن محيي الدين)، وأخذ عنه أيضا الفقه والفرائض والحساب.
وأخذ علوم العربية والمنطق والأصلين عن أسعد بن عبد الرحمن المجلد السليمي، وعبد الرحمن الصناديقي، ومحمد بن عبد الرحمن الغزي، محمد بن عبد الله المغربي الخمسي، ومحمد بن عبد الحي الداوودي، ومحمد بن أحمد الديري، وشمس الدين محمد بن إبراهيم التدمري الطرابلسي، وشهاب الدين أحمد المنيني، وجمال الدين عبد الله بن زين الدين البصروي، وشرف الدين موسى المحاسني وعماد الدين إسماعيل العجلوني، وعلي بن صادق الداغستاني وغيرهم.
وأخذ الفقه عن كل من أبي الفضائل عواد بن عبيد الله الكوري، ووالده عبد الكريم، ومصطفى بن عبد الحق اللبدي، وإسماعيل بن محمد اللبدي، وعثمان بن الباقاني، وقرأ شرح رسالة السمرقندي للعصام على عبد الحليم بن عبد الله الشويكي مفتي قرية شويكة.
أخذ علم الحديث عن صالح بن إبراهيم الجنيني، وعماد الدين إسماعيل العجلوني. 
وتولى إفتاء الحنابلة بدمشق في سنة خمس وتسعين ومائة وألف وعزل عنها حتى استقرت له إلى وفاته. ودرس في الجامع الأموي، وتولى وظيفة التكلم على أوقاف الجامع المظفري بصالحية دمشق.
توفي ظهر يوم الاثنين 11 جمادى الأولى سنة 1202 هـ بداره بزقاق الشالق بمحلة سويقة صاروجا وصلي عليه بجامع التوبة بمحلة العقيبة بعيد العصر، ودفن بتربة مرج الدحداح.

## مؤلفاته
- تكملة بغية أولي النهى في شرح غاية المنتهى، بغية أولي النهى لابن العماد الحنبلي صاحب الشذرات، لم يكلمه. ثم أكمله إسماعيل الجراعي، أكمل به شرح ابن العماد، من باب الوكالة إلى كتاب النكاح.[6]
- شرح دليل الطالب، لم يكمله.
- شرح قصيدة بشر بن أبي عوانة.
- مقامات.
- شعر.[7]